# Lu curaggio de nu pumpiero napulitano
Lu curaggio de nu pumpiero napulitano è una commedia scritta e rappresentata per la prima volta da Eduardo Scarpetta nel 1877. L'opera venne poi ampiamente riadattata da Eduardo De Filippo.

## Il ciclo scarpettiano di Eduardo De Filippo

### Prefazione
Eduardo De Filippo, nel testo intitolato Eduardo De Filippo presenta Quattro commedie di Eduardo e Vincenzo Scarpetta (edizioni Einaudi, Collana Gli struzzi, Torino 1974), di cui curò la redazione, affermò di voler presentare la carriera drammaturgica di Eduardo Scarpetta attraverso le sue commedie più significative, delle quali Lu curaggio de nu pompiere napulitano rappresenta l'esordio e Li nepute de lu sinneco il momento di maturità artistica, culminata poi con Na santarella. Dopo il ritiro dalle scene di Eduardo Scarpetta, la sua opera fu ben proseguita dal figlio Vincenzo Scarpetta, che con la quarta commedia 'O tuono 'e marzo ben s'inserì nell'eredità scarpettiana.
Ciò che più caratterizzò l'arte di Eduardo Scarpetta, e che si riflette in queste quattro opere, fu – a detta di De Filippo – la sua continua capacità di rinnovamento, non solo nelle tecniche compositive delle sue commedie, ma in tutti gli aspetti dell'arte scenica: dalla recitazione, al trucco alle scene.
Con una breve introduzione a ciascuna delle commedie, De Filippo offre inoltre una panoramica sul mondo teatrale dell'epoca.

### Introduzione alla commedia
Eduardo Scarpetta, quando aveva appena ventiquattro anni, fu costretto a lasciare il Teatro San Carlino che, dopo la morte dell'impresario Giuseppe Luzi, stava attraversando un periodo critico. Scarpetta entrò allora a far parte della compagnia di Raffaele Vitale che lo vide debuttare con grande successo al Teatro Metastasio di Roma. 
Risale a quest'epoca la composizione di molte commedie tra cui Felice maestro di calligrafia (in seguito rinominata da Eduardo Lu curaggio de nu pompiere napulitano) dove il personaggio di Pulcinella, allora principale in molte farse, qui diventa secondario nel ruolo di servitore, mentre compare un nuovo protagonista, generato dalla fertile vena comica di Scarpetta: Felice Sciosciammocca, povero giovane angariato dai suoi padroni. 
Una nuova maschera questa del teatro dell'arte ben caratterizzata dal tubino che gli pencola dalla testa, dalla giacchetta lisa e striminzita, con delle scarpe che Pulcinella paragona a delle barchette.
De Filippo ci racconta come allora la recitazione e, in genere tutta la rappresentazione, era impostata su toni enfatici: trucco pesante degli attori che recitavano rivolgendosi direttamente al pubblico, scene di carta dipinte a colori vivaci e i pochi oggetti che comparivano sulla scena avevano tutti un ruolo preciso nella commedia: «tanto che se il pubblico vedeva, per esempio un cesto, subito si domandava a che cosa sarebbe servito» (in op.cit., pag.3).
Era poi severamente proibito nominare Dio sul palcoscenico; se questo fosse avvenuto il delegato di polizia, sempre presente agli spettacoli, poteva salire sulla scena e fare calare il sipario. Lo stesso non avveniva per le tragedie dove, data la serietà del racconto, Dio poteva essere tranquillamente invocato.
Di solito nel teatro si attendeva a far iniziare lo spettacolo sino a quando la sala non fosse ben piena: nel frattempo un'orchestrina suonava degli intermezzi musicali. 
L'attore principale faceva in modo di comparire solo quando il racconto era molto avanzato per mettere in risalto il suo ruolo, ma accadeva che anche il pubblico arrivasse in ritardo allo spettacolo: tutto ciò faceva sì che il teatro si trasformasse in un luogo d'incontro e di conversazione di un pubblico che, mangiando e bevendo, si disinteressava completamente di quello che avveniva sulla scena.
Diversamente da oggi, il teatro non comprendeva un unico ordine di posti ma era diviso in due parti: poltrone fino a metà (qui si mangiavano caramelle e cioccolatini) e nel resto della sala era la platea (dove si masticavano arance e castagne). Qui, per pochi soldi, ci si sedeva su sedili di legno dove, con un piccolo supplemento, si poteva stare più comodi affittando cuscini che talvolta finivano lanciati sul palcoscenico quando il pubblico non apprezzava lo spettacolo. 
Quando la compagnia temeva un insuccesso infatti si diceva:
Questo continua distrazione del pubblico era conosciuta e prevista dall'autore della commedia che si premurava di introdurre nel testo degli appositi riassunti di quanto era stato sino ad allora raccontato.
Scarpetta abolì l'uso per il quale al termine dello spettacolo con un fervorino finale l'attore protagonista chiedeva al pubblico gli applausi finali.
Questa commedia è stata completamente riscritta da Eduardo nella sua struttura e nella lingua, aggiungendo delle scene che allora non venivano scritte ma affidate all'estro degli attori che spesso recitavano a soggetto.

## La trama
Il barone Andrea quand'era un povero guardaporta (portiere), che tirava a campare esercitando anche il mestiere di solachianiello (ciabattino), ha avuto la ventura di salvare coraggiosamente dai ladri entrati in casa un milord inglese che per riconoscenza lo aveva portato con lui in Inghilterra e che lo aveva lasciato erede universale dopo la sua morte. 
Con il denaro ereditato Andrea ha comprato il titolo di barone e ora vive, dandosi arie di nobiltà, in un lussuoso palazzo napoletano. Nonostante egli cerchi di parlare un colto italiano, inframmezzato da parole inglesi, è rimasto quello che era ma vuole apparire quello che non è circondandosi di nobili e tenendo lontani dalla sua casa i parenti plebei della moglie Ceccia, una ex lavannara (lavandaia). 
Il barone può permettersi anche di avere dei servi al suo servizio tra cui il pestifero Pulcinella che una ne fa e cento ne pensa: la commedia è infatti punteggiata da forti rumori, fuori scena, di bicchieri, tazze e altri oggetti che si rompono: questo accade perché:
PULCINELLA: Sissignore, vostra Eccellenza Illustrisima, non lo nego, ma l'ho scassato perché, se vi ricordate, vostra Eccellenza mi stava chiamando di fretta e io, per correre da vostra Eccellenza Illustrissima, menaie tutte cose 'nterra.
ANDREA: E chi ha detto che le tazze le devi pacare tu? 

PULCINELLA: U' maggiordomo, don Achille.

ANDREA: U' maggiordomo... Don Achille è una bestia! Quando un servitore rompe una qualcosa per servire me, non la deve pacare. Bravo Pulcinella, ti sei comportato benissimo. Le tazze le deve pacare don Achille»
(op.cit. pag.9)
Felice Sciosciammocca, povero maestro di calligrafia innamorato e ricambiato a sua volta da Virginia, figliastra del barone, entra in scena all'inizio del secondo atto, abbigliato e truccato secondo la sua maschera, divenendo subito oggetto della derisione di Pulcinella.
Il barone vuole imparentarsi con nobili di alto lignaggio e quindi ha deciso di fare sposare Virginia al marchesino Alberto figlio della marchesa Zoccola. Felice viene a sapere da Pulcinella del matrimonio tra i due ragazzi, quindi decide di affrontare Virginia e gli ospiti e lo fa con giri di parole allusive ed enigmatiche. Nel frattempo la marchesa, invaghitasi di Felice, convince il barone ad ospitarlo a palazzo. Dopo alcune chiacchiere tra le due famiglie la situazione si complica quando scoppia un incendio, causato dal solito Pulcinella che fa di tutto per rovinare il suo padrone.
L'incendio viene domato da Michele, coraggioso pompiere, in visita alla sorella Ceccia, moglie di Andrea.
Nel terzo atto il barone Andrea casualmente scoprirà che Felice è il figlio della sua prima moglie che morì lasciandolo con un figlio di due anni, Peppeniello (Felice) e che i nobili della famiglia Zoccola in realtà sono dei poveri saltimbanchi. 
Felice ora potrà sposare Virginia e il barone organizzerà per l'occasione grandi festeggiamenti che si concluderanno «con una grande lotteria a premio sicuro e in denaro per tutti i solachianelli di Napoli!»

## Adattamenti
Nel 1975 la Rai ha trasmesso una trasposizione televisiva diretta e interpretata da Eduardo De Filippo.